# Ragusa
Ragusa (sizilianisch Rausa; lateinisch Ragusia) ist eine italienische Gemeinde und Stadt mit 73.736 Einwohnern (Stand 31. Dezember 2023) auf der Insel Sizilien sowie die Hauptstadt des Freien Gemeindekonsortium Ragusa. Sie ist eine der spätbarocken Städte des Val di Noto, die 2002 von der UNESCO zum UNESCO-Welterbe erklärt worden sind.

## Lage und Daten
Ragusa liegt in den Monti Iblei auf einer Höhe von 520 m über NN und ist 92 km von Syrakus und 248 km von Palermo entfernt.
Die Ortsteile (Fraktionen) von Ragusa sind Ariazza, Bellocozzo San Giacomo, Bocampello, Calafato, Carnesala Gargallo, Castellana, Castiglione, Cava Giumente, Cilone, Conservatore, Costa, Cutalia, Donnafugata, Fargione, Gaddimeli II, Galerme, Gallina, Gelso, Genisi, Gisolfo, Granatello, Imperatore, Magnì, Maltempo, Marchesa Monte Margi, Marina di Ragusa, Menta, Mistretta, Monsovile, Montesano, Nunziata, Palazzello, Palazzola, Pendente, Piombo, Ponte di Modica, Pozzi, Pozzillo, Punta Braccetto, Puntarazzi, Salinella, Salomone, Santa Barbara, Sant’Antonino, Serra Garofalo, Soprano, Torre del Mastro, Trebastoni und Tresauro.
Die Nachbargemeinden sind Chiaramonte Gulfi, Comiso, Giarratana, Modica, Monterosso Almo, Rosolini (SR), Santa Croce Camerina, Scicli und Vittoria.

## Geschichte
Die Gegend war bereits im 3. Jahrtausend v. Chr. besiedelt. Im Jahre 2010 wurden wenige Kilometer südwestlich der Stadt Reste einer Siedlung aus der Frühbronzezeit entdeckt, deren Keramikfunde zumeist der Castelluccio-Kultur zuzuordnen sind. Späteren antiken Autoren nach war ganz Sizilien, also auch die Region um Ragusa, ursprünglich von den Sikanen bewohnt. Ab dem 13. Jahrhundert drangen Sikeler in den Osten Siziliens ein. Diese gründeten wahrscheinlich die Siedlung Hybla. Im 6. Jahrhundert v. Chr. eroberten die Griechen, anschließend die Karthager den Ort. Nach der Eroberung Siziliens durch die Römer wuchs die Stadt zu einem regionalen Zentrum unter dem Namen Hybla Heraia heran.
Ab dem 6. Jahrhundert war es Teil des Byzantinischen Reichs. Im August 848 wurde die Stadt von den Arabern geplündert und zerstört, nachdem laut Ibn al-Athīr die Bewohner mit den Arabern Frieden geschlossen und ihnen die Stadt überlassen hatten. Im Jahr 868 eroberten die Araber die Stadt endgültig. Während des Mittelalters herrschten nacheinander Normannen, Staufer und Aragonesen.
Die Stadt wurde beim Erdbeben auf Sizilien 1693 fast vollständig zerstört und ihre Vergangenheit, mittelalterliche Spuren inbegriffen, vernichtet. Im Rahmen des Wiederaufbaus entstanden zwei Stadtteile, einer auf dem Gebiet der ursprünglichen Stadt und einer auf einem etwas höher gelegenen Felsplateau im Westen.
1927 wurde Ragusa die Hauptstadt der gleichnamigen Provinz.
1950 wurde das römisch-katholische Bistum Ragusa errichtet. Bischofskirche ist die Kathedrale San Giovanni Battista.

## Wappen
Beschreibung: In Blau ein goldbewehrter schwarzer Adler mit hochgestellten Flügeln unter einer goldenen Zackenkrone mit einem goldenen Füllhorn im linken und einem Merkurstab im anderen Fang. Über dem Schild eine fünftürmige Mauerkrone und am Schildfuß auf silbernem Band die Devise in schwarzen Majuskeln: „CREVIT RAGVSIA HYBLǼ RVINIS“

## Wirtschaft
1838 wurden in der Umgebung von Ragusa Asphaltvorkommen entdeckt, in der Mitte des 20. Jahrhunderts Erdölvorkommen. Wichtige Zweige der Wirtschaft sind die Gewinnung von Asphalt, die Verarbeitung von Erdöl, die Landwirtschaft und die Produktion des Ragusano, einer für die Region typischen Käsesorte. Auch der Tourismus spielt zunehmend eine Rolle. Hierzu trägt der Ortsteil Marina di Ragusa bei, der 25 km südwestlich am Meer liegt und sich zu einem belebten Ferienort entwickelt hat.

## Verkehr
Ragusa befindet sich an der Staatsstraße 115, über die wenige Kilometer weiter östlich, bei Rosolini, die Autobahn A18 nach Catania und Messina erreicht werden kann. Eine Verlängerung der A18 bis nach Ragusa und weiter nach Gela ist geplant.
Ragusa liegt an der Bahnstrecke Canicattì–Syrakus. Hier befindet sich zwischen den beiden Bahnhöfen Ragusa und Ragusa Ibla ein Kehrtunnel, um den erheblichen Höhenunterschied zwischen den beiden Bahnhöfen zu überwinden. Es ist einer der wenigen Kehrtunnel weltweit unterhalb einer städtischen Bebauung. Bis 1949 war Ragusa Endpunkt der schmalspurigen Bahnstrecke Syrakus–Ragusa.
Etwa zehn Kilometer nordwestlich von Ragusa befindet sich der Flughafen Comiso, der 2013 für den internationalen Verkehr geöffnet wurde. In der Umgebung von Ragusa liegen auch eine Reihe von kleineren Flugplätzen für die allgemeine Luftfahrt, darunter der Flugplatz Giubiliana.

## Stadtbild
Der Stadtkern besteht aus zwei Teilen, die durch eine Schlucht getrennt sind. Im Osten liegt an der Stelle der alten Stadt die Unterstadt Ragusa Ibla mit prächtigen Bauten im Stil des sizilianischen Barocks aus dem 18. Jahrhundert. Hier befindet sich ein großer Teil barocker Kirchen und Paläste.
Auf einer Anhöhe im Westen liegt die ebenfalls im 18. Jahrhundert eher nüchtern und geometrisch angelegte Oberstadt Ragusa Superiore. Hier lebt der größere Teil der Stadtbewohner. Neben den Verwaltungsgebäuden der Stadt steht hier die Kathedrale von Ragusa.
Zwei Stadtteile der Oberstadt, die durch eine Schlucht getrennt sind, sind über drei Brücken verbunden. Die älteste Brücke, Ponte dei Cappuccini oder auch Ponte Vecchio, stammt aus der ersten Hälfte des 19. Jahrhunderts. Sie ist 114 m lang und führt in 40 m Höhe über einen alten Steinbruch.

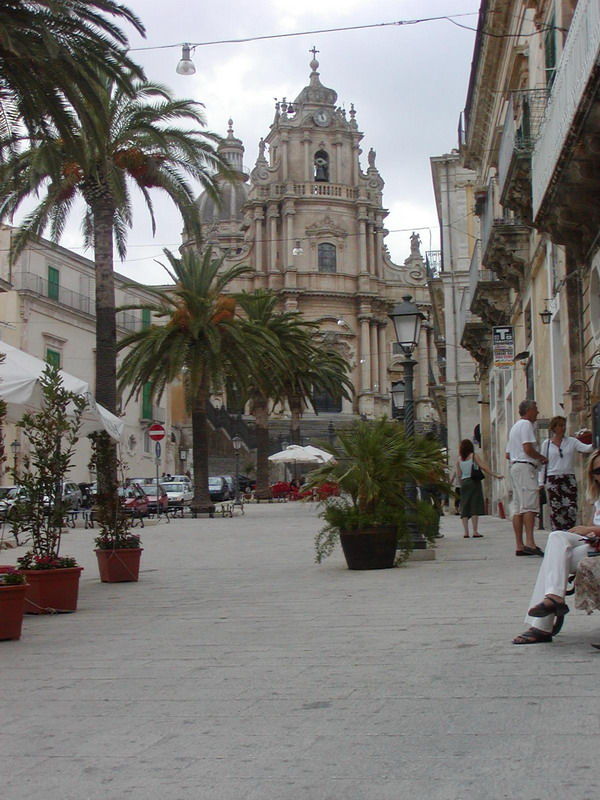
Kirche San Giorgio in Ragusa Ibla
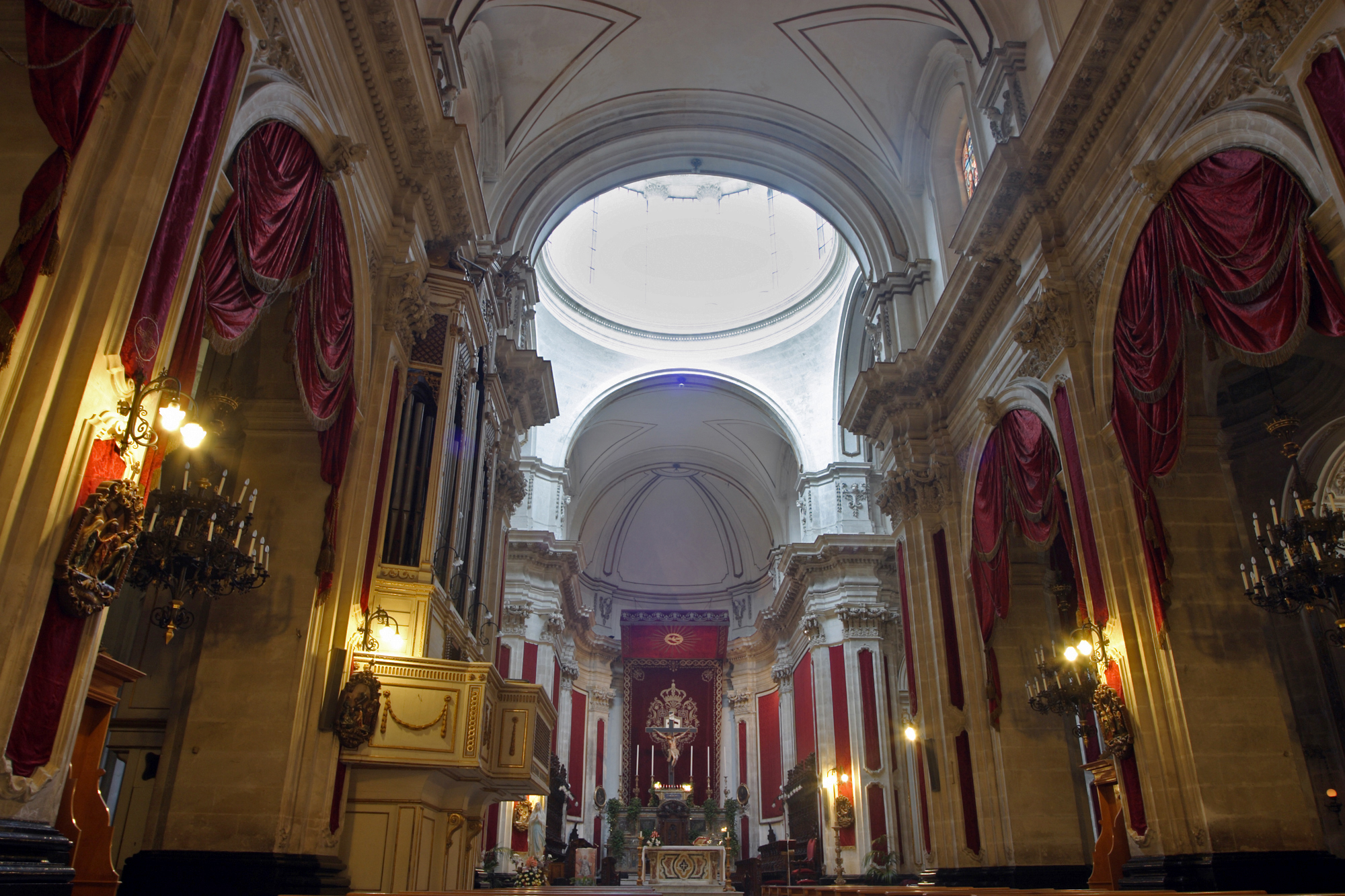
Innenraum der Kirche San Giorgio
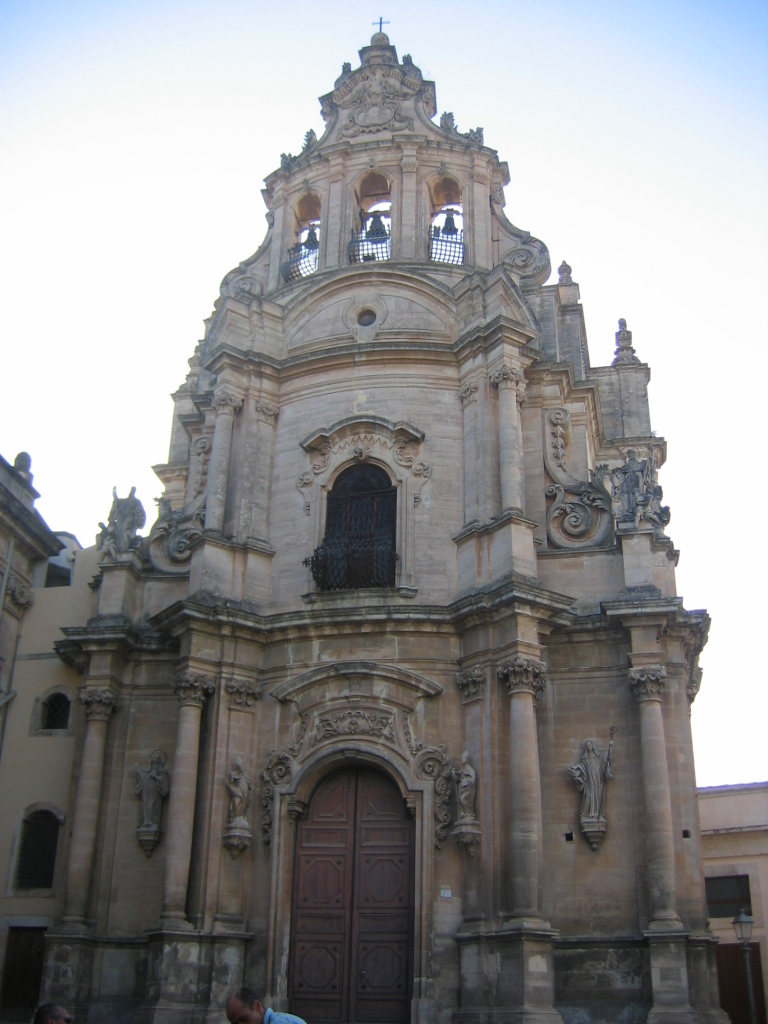
Kirche San Giuseppe in Ragusa Ibla
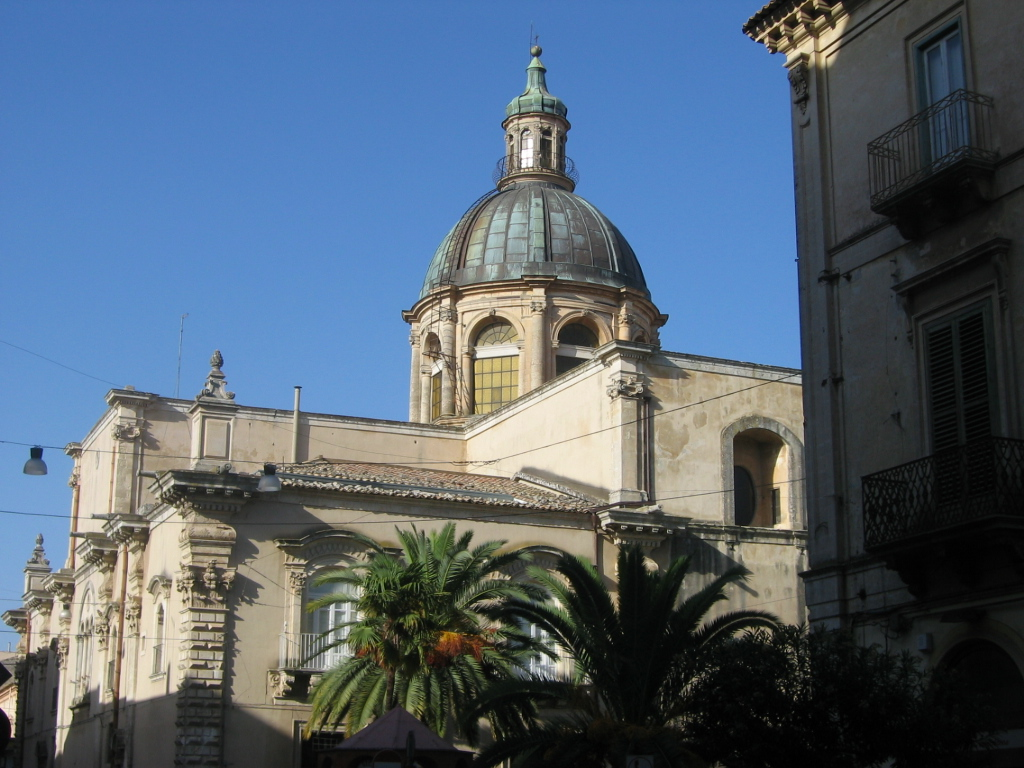
Kathedrale San Giovanni in Ragusa Superiore
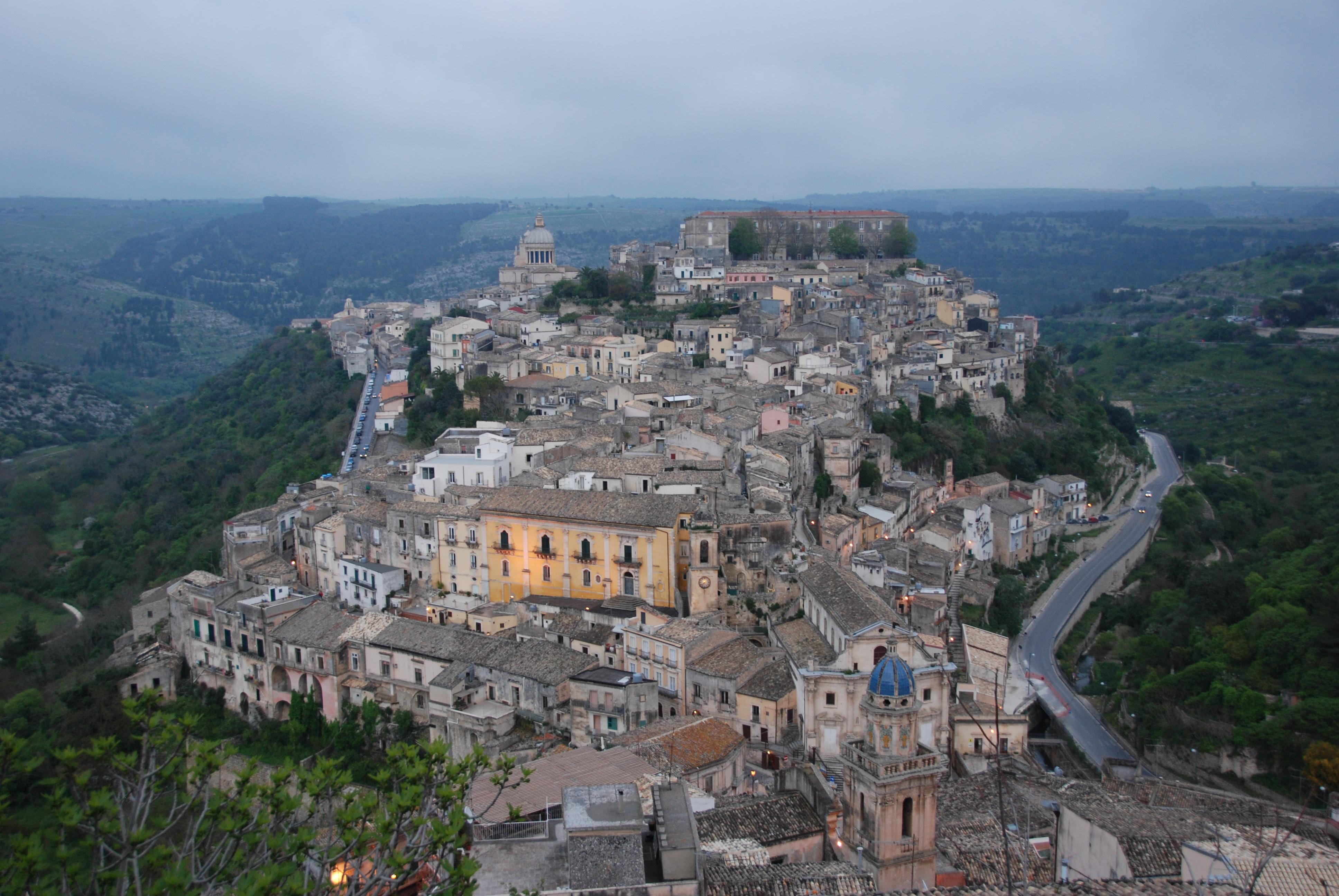
Blick von Oberstadt auf Unterstadt
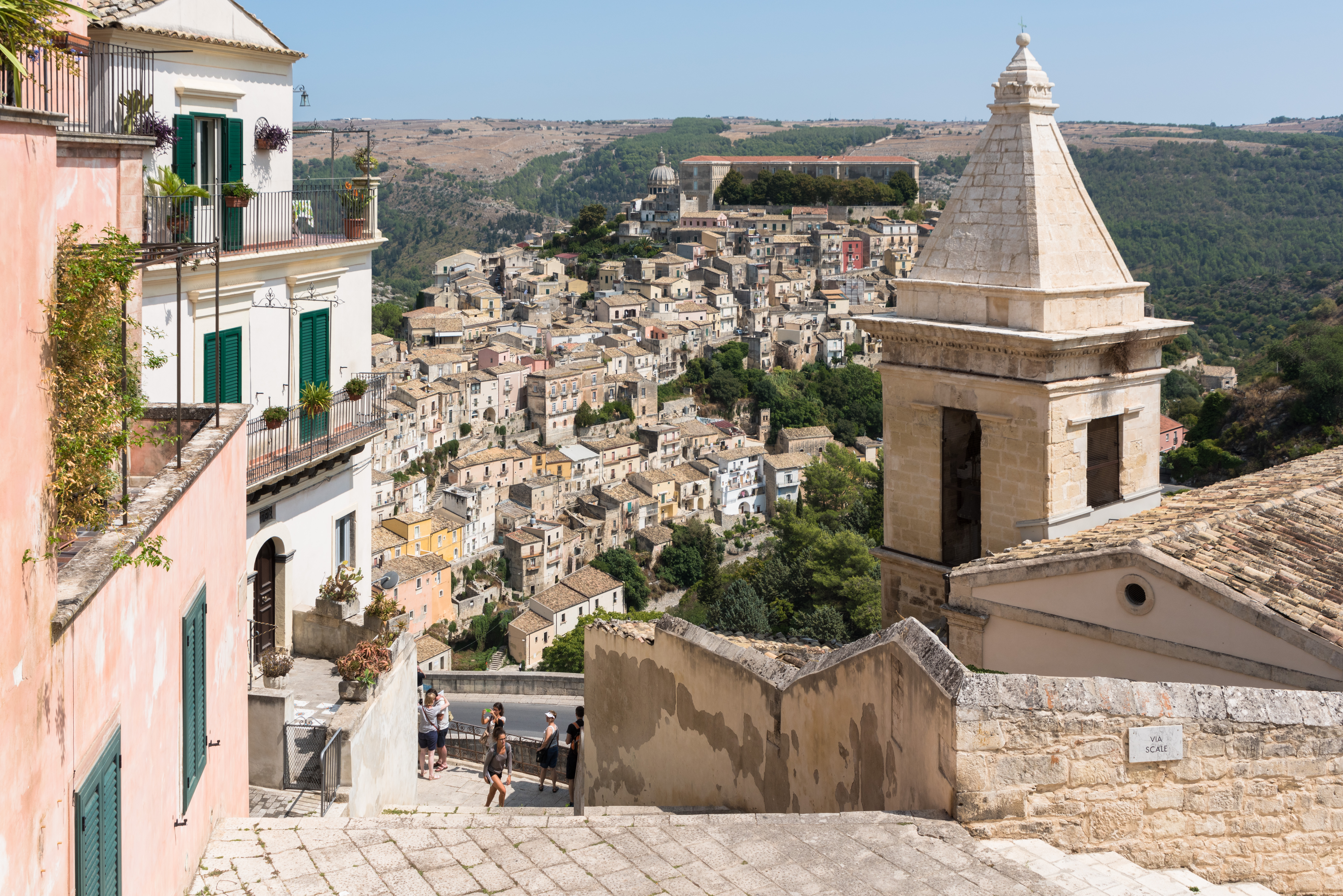
Blick von Ragusa Superiore auf Ragusa Ibla

## Umgebung
Etwa 20 km südwestlich von Ragusa liegt das Castello di Donnafugata, eine Palastanlage aus dem 19. Jahrhundert mit einer gleichnamigen, international bekannten Weinkellerei.
25 km südlich von Ragusa befindet sich der Ortsteil Marina di Ragusa, der auf Grund seiner weitläufigen Sandstrände beliebtes Ausflugsziel der Ragusani ist.

## Veranstaltungen
- Schutzpatron von Ragusa Ibla ist San Giorgio, dem zu Ehren jedes Jahr am 23. April ein Fest veranstaltet wird.
- In Ragusa Superiore wird San Giovanni als Schutzpatron verehrt. Mit den jährlichen Feierlichkeiten vom 27. bis zum 29. August wird auch die Johannisbroternte in der Region eingeleitet.
- Verleihung des Dichterpreises „Città di Ragusa“

## Städtepartnerschaften
Folgende Städte sind Partnerstädte von Ragusa:
| - Dubrovnik (italienisch Ragusa), Kroatien - Rădăuți, Rumänien - Mosta, Malta - Little Rock, USA | - Asunción, Paraguay - Mailand, Italien |

## In Ragusa geboren
- Giovanni Battista Hodierna (1597–1660), Priester und Astronom
- Carmelo Cappello (1912–1996), Bildhauer der Moderne
- Maria Occhipinti (1921–1996), Anarchistin, Kommunistin, Schriftstellerin und Frauenrechtlerin
- Giovanni Salonia (* 1947), katholischer Ordensgeistlicher
- Giorgio Occhipinti (* 1969), Pianist, Komponist und Bandleader
- Loredana Cannata (* 1975), Schauspielerin
- Damiano Caruso (* 1987), Radrennfahrer
- Deborah Iurato (* 1991), Popsängerin